# Шипицын, Юрий Владимирович
Юрий Владимирович Шипицын (6 сентября 1962 — 28 июня 2016, Москва) — советский и российский хоккеист, нападающий. Мастер спорта СССР.

## Биография
Воспитанник омского хоккея и СДЮШОР «Юность» Минск. В сезоне 1979/80 дебютировал в составе команды первой лиги «Динамо» Минск, с которой вышел в высшую лигу. В сезонах 1981/82 — 1983/84 играл в первой лиге, затем выступал в высшей лиге за «Динамо» Рига (1984/85 — 1985/86) и «Спартак» Москва (1986/87 — 1990/91). Играл в Швейцарии за «Янг Спринтерс» (1991/92), в Германии за «Дорфен» (1992/93) и «Вайден» (1993/94 — 1995/96). Вернувшись в Россию, выступал за омский «Авангард», «Спартак» (1996/97), МГУ (1998/99), «Легион» Москва (1999/2000).
Бронзовый призёр чемпионата Европы среди юниорских команд 1979, победитель чемпионата Европы среди юниорских команд 1980. Бронзовый призёр чемпионата мира среди молодёжных команд 1981, участник чемпионата мира среди молодёжных команд 1982.
По итогам чемпионата СССР 1989/90 вошел в расширенный список лучших хоккеистов страны. Серебряный призёр чемпионата СССР 1990/91. Двукратный обладатель Кубка Шпенглера (1989, 1990).
Сыграл 10 матчей, забросил одну шайбу за сборную СССР.
Скончался 28 июня 2016 года в возрасте 53 лет. Похоронен на Митинском кладбище.